# クルト・モル
クルト・モル（Kurt Moll, 1938年4月11日 - 2017年3月5日）は、ドイツ出身のバス歌手。

## 略歴
ドイツのケルン近郊のブイルに生まれる。ケルン音楽大学ではじめはチェロを学んでいたが、後に声楽に転向する。
1961年にアーヘンの市立劇場でロッシーニの『オテロ』のロドヴィーコを歌いデビューを果たす。1965年まで市立劇場で歌い、その後はマインツ、ケルン、ヴッパータールの歌劇場に多く出演し、1969年にハンブルク国立歌劇場でデビューし、翌年に同劇場と契約した。また1968年に初めてバイロイト音楽祭に出演し、1974年には『トリスタンとイゾルデ』のマルケ王を歌っている。
1972年にミラノ・スカラ座で、モーツァルトの『後宮からの逃走』のオスミンを歌って称賛を受け、また同年にパリ・オペラ座で『フィガロの結婚』のバルトロを歌ってデビューを果たす。
1973年以降からはザルツブルク音楽祭に出演して活動を始め、1978年にはメトロポリタン歌劇場でワーグナーの『タンホイザー』の領主ヘルマンを歌ってデビューする。
初来日は1984年。1991年にグラミー賞を受賞している。
指揮者のヴォルフガング・サヴァリッシュとは、デビュー時代から親交が深い友人であった。
モルは2006年7月31日に健康上の理由で惜しまれつつ引退した。最後の舞台は同日にバイエルン国立歌劇場でワーグナーの『ニュルンベルクのマイスタージンガー』であった（務めた役は夜警）。引退後は家族と共にケルンに住んでいた。
2017年3月5日、隠居先のケルンにて死去。78歳没。

## ディスコグラフィ
- リヒャルト・シュトラウス:歌劇『ばらの騎士』（ヘルベルト・フォン・カラヤン指揮）
- リヒャルト・シュトラウス:歌劇『ばらの騎士』（カルロス・クライバー指揮）
- リヒャルト・ワーグナー:楽劇『トリスタンとイゾルデ』（カルロス・クライバー指揮）
- リヒャルト・ワーグナー:楽劇『ニュルンベルクのマイスタージンガー』（カール・ベーム指揮）
- ヨーゼフ・ハイドン:オラトリオ『天地創造』（レナード・バーンスタイン指揮、DVD）
- フランツ・シューベルト:歌曲集

## 参考資料
- ヘルベルト・フォン・カラヤン指揮『ばらの騎士』のブックレートの配役、他